# سارا موستونن (دوچرخه‌سوار)
سارا موستونن (انگلیسی: Sara Mustonen؛ زادهٔ ۸ فوریهٔ ۱۹۸۱) دوچرخه‌سوار اهل سوئد است.